# حملة دنيبر (2022–حتى اليوم)

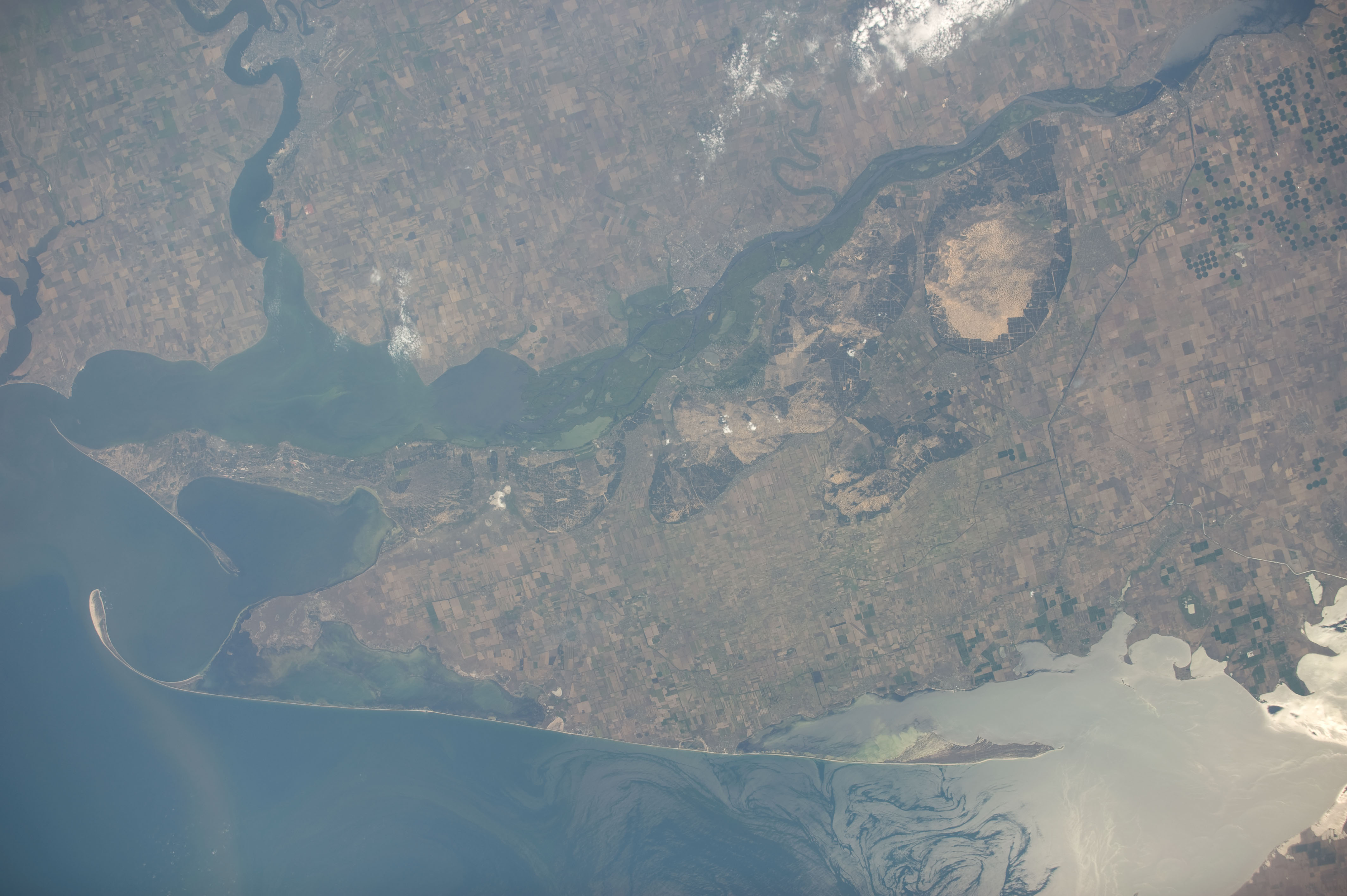
منظر لأوكرانيا تم التقاطه خلال رحلة المحطة الفضائية الدولية رقم 20.

حملة دنيبر هي سلسلة من المواجهات التي تقع على امتداد نهر دنيبر (دنيبرو) في مقاطعة خيرسون، أوكرانيا، كجزء من القتال في جنوب أوكرانيا ضمن الحرب الروسية الأوكرانية. خصوصًا، تشير هذه الحملة إلى المواجهات المندلعة على امتداد النهر بين القوات المسلحة الأوكرانية والقوات المسلحة الروسية خلال الهجوم الأوكراني المضاد لتحرير خيرسون.

## الخلفية

### الحملة الروسية الأولية في الجنوب
في بداية الغزو الروسي، وقعت أوستريف فيليكي بوتومكين، والتي تعرف أيضًا باسم جزيرة بوتومكين، تحت الاحتلال الروسي خلال الهجوم جنوبي أوكرانيا.
لم يقع لسان كينبورن الساحلي تحت احتلال القوات الروسية في بداية الحرب. إلا أن القوات الروسية تمكنت من السيطرة عليه بعد مرور 4 أشهر في 10 من شهر يونيو من عام 2022 بعد تغلبها على مقاومة القوات الأوكرانية هناك. وكان الاستيلاء على لسان كينبورن واحدًا من أواخر الانتصارات العسكرية الروسية الهامة على الجبهة الأوكرانية الجنوبية في عام 2022. حصنت روسيا اللسان الساحلي بعد استيلائها عليه واستخدمته كموقع لإطلاق هجمات صاروخية ضد المناطق التي تسيطر عليها أوكرانيا على الضفة اليمينية للنهر.

### قبل هجمات واشتباكات ثانوية
في شهر أبريل من عام 2022، نصحت المملكة المتحدة القوات البرية الأوكرانية ب «إجراء استطلاعات شاطئية» وتحديد «مواقع جيدة للهبوط» على لسان كينبورن الساحلي في حال التعرض لهجوم مضاد في المستقبل. سجل أول استطلاع في شهر سبتمبر من عام 2022 من قبل القوات المسلحة الأوكرانية عبر قوارب مطاطية قابلة للنفخ. تواصلت الهجمات الأوكرانية، بما في ذلك هجوم ناجح على مجموعة تجهيز روسية في 19 من شهر سبتمبر، وعلى مستودع ذخيرة في 26 من الشهر نفسه، الذي من المحتمل أنه كان مركزًا للتحكم بالمسيرات القتالية ومركز تدريب. في شهر أكتوبر، شوهدت آخر السفن الكبيرة للبحرية الأوكرانية، يوري أوليفيرينكو، تطلق صواريخًا على قوات روسية متمركزة على اللسان الساحلي أو على مقربة منه، وفي 25 من شهر أكتوبر دمر مستودع آخر للأسلحة.
في صباح يوم 1 سبتمبر، حاولت القوات الأوكرانية الهبوط في دنيبر في اتجاه محطة زاباروجيا للطاقة النووية في إنرهودار التي كانت القوات الروسية تسيطر عليها، إلا أن القوات الروسية تمكنت من صد المحاولة. في الأيام والأسابيع التي تلت ذلك، ازدادت حدة محاولات الأوكران القيام بمحاولات هجمات برمائية على طول نهر دنيبر، ولا سيما في مقاطعة زاباروجيا.
في ليلة 19 من شهر أكتوبر من عام 2022، حاولت أوكرانيا استعادة محطة الطاقة النووية مجددًا، إلا أنها فشلت في ذلك. شاركت إدارة الاستخبارات العامة في أوكرانيا ووحدات نخبة من الجيش الأوكراني في هذه العملية، وكانت الأخيرة تضم كتيبة كراكين وفيلق شامان وأعضاء من الفيلق الدولي للدفاع الإقليمي عن أوكرانيا.

### الهجوم المضاد في خيرسون 2022
خلال الهجوم المضاد في خيرسون في عام 2022، تمكنت القوات الأوكرانية بصورة تدريجية من إرغام القوات الروسية على الانسحاب البري الكامل من خيرسون وإقليم ميكولايف على الضفة اليمنى لنهر دنيبرو. قدر مسؤولون أوكران أن نصف القوات الروسية قد انسحب على طول نهر دنيبرو بحلول مساء 10 من شهر نوفمبر. في ساعات الصباح الأولى من يوم 11 نوفمبر، شوهد المشاة الروس وهم يمشون على جسر عائم نحو الشاطئ الشرقي. واقتربت الدروع والأرتال الأوكرانية من خيرسون مع تجاوزها للعديد من البلدات والقرى والضواحي. ومع انسحاب القوات الروسية على امتداد نهر دنيبرو، توغلت القوات الأوكرانية بصورة أبعد داخل إقليم خيرسون والمناطق المجاورة.
في وقت لاحق من ذلك اليوم، حررت القوات الأوكرانية مدينة خيرسون بأكملها وباقي الضفة اليمنى للنهر. وكان ذلك يعني أن القوات الأوكرانية قد استعادت عندئذ كافة مناطق إقليم ميكولايف، باستثناء لسان كينبورن الساحلي.
وأيضًا خلال هجوم خيرسون المضاد، قامت القوات الأوكرانية بإنزال على أجزاء من جزيرة بوتيمكين، إلا أنها واجهت تصديًا روسيا بعد فترة قصيرة.

## الحملة

### الإنزالات والهجمات الجوية الأوكرانية الأولى
خلال أوائل شهر نوفمبر من عام 2022 ومباشرة بعد نهاية هجوم خيرسون، تناقلت تقارير أن قوات العمليات الخاصة الأوكرانية قد قامت بإنزال محدود لقوارب صغيرة على لسان كينبورن الساحلي. في 14 من شهر نوفمبر، سرت أقاويل عن أن القوات الروسية قد أطلقت صواريخ مضادة للطائرات ضد مسارات قذائف في أوتشاكيف في محاولة زعم أنها تهدف إلى إعاقة السيطرة الأوكرانية على النيران وتأخير محاولات إنزال لاحقة.
في 16 من شهر نوفمبر، ذكرت القيادة الجنوبية للعمليات أن قواتها قد نفذت أكثر من 50 هجومًا في محيط اللسان الساحلي بهدف إعاقة القصف الروسي والحرب الإلكترونية التي تشن من المنطقة. وفي 18 و19 نوفمبر، تواصل الهجوم الأوكراني على اللسان الساحلي، ونجح في استهداف نقاط تمركز القوات والمعدات الروسية. في 22 من شهر ديسمبر، زعم فولوديمير سالدو ومصدر روسي آخر أن القوات الأوكرانية كانت تقصف بصورة منتظمة لسان كينبورن الساحلي بمدفعية بعيدة المدى وأنها قد دمرت مبنى ميناء روسي هناك نتيجة لذلك، غير أن المحاولات المتكررة للقيام بإنزال على اللسان الساحلي كانت ما تزال تواجه تصديًا من قبل القوات الروسية. وسرت أقاويل عن تواصل أنشطة الاستطلاع الأوكرانية على لسان كينبورن الساحلي حتى أوائل العام 2023.

### توغلات أوكرانية مكثفة
في 3 من شهر ديسمبر من عام 2023، شنت القوات الأوكرانية حملة توغل محدودة داخل الضفة الشرقية للنهر. ورفع جنود من وحدة كارلسون للاستخبارات الجوية علمًا أوكرانيًا على برج رافعة الميناء وحرروا الأراضي المحيطة.
كانت جزيرة بوتمكين أيضًا موقعًا لقتال متواصل بين الطرفين. في 7 من شهر ديسمبر من عام 2022، قتل ضابط عسكري أوكراني تابع لإدارة الاستخبارات العامة، إيهور أولينيك، قائد وحدة الاستطلاع في منطقة خيرسون، خلال قتال وقع على الجزيرة. بحلول 2 من شهر يناير من عام 2023، بدا أن القوات الأوكرانية قد أنشأت بعض القواعد على الجزيرة. وبحلول 12 مايو من العام نفسه، قدر معهد دراسة الحرب بأن القوات الأوكرانية كانت تنشط في الجزء الجنوبي من الجزيرة.
على مدى يومي 23 و24 من شهر يناير من عام 2023، قامت القوات الأوكرانية بإنزال على الضفة اليسرى من نهر دنيبرو على مقربة من نوفا كاخوفكا خلال غارة ليلية. وذكر معهد الدراسات الحربية أن الغارة «تشير إلى أنه من المتحمل أن تكون القوات الروسية لا تمتلك سيطرة تامة على كامل الخط الساحلي الشرقي لنهر دنيبرو». في 31 يناير من عام 2023، قامت القوات الأوكرانية من جديد بإنزال على الضفة اليسرى للنهر. وأنشأوا لمدة قصيرة مواقع قبل أن ترغمهم القوات الروسية على الانسحاب. وأكد معهد الدراسات الحربية أنه من المحتمل أن تكون روسيا لا تمتلك سيطرة تامة على الخط الساحلي، وقال إنه من المرجح أن القوات الروسية كانت تفتقر إلى السيطرة التامة عليه. في اليوم التالي، 1 من شهر فبراير، سرت أقاويل عن أن عناصر الاستطلاع الأوكرانية كانوا على مقربة من ليك كروهليك.
في 23 من شهر أبريل، قدر معهد الدراسات الحربية أن القوات الأوكرانية كانت قد عبرت نهر دنيبرو قبل أيام قليلة من يوم 20 أبريل، أو 21 منه، وأشارت تلك التقارير إلى أن القوات الأوكرانية قد حررت قرية داتشي الصغيرة حيث يمتد جسر طريق أنتونيفكا على طول نهر دنيبرو، وأخذت صورًا أمام لافتة مدخل أوليشكي وعادت إلى داتشي قبل أن تتمكن القوات الروسية من الرد. وذهبت وكالة أسوشييتد بريس في تقديراتها إلى أن جزيرة أنتونيفكا المستنقعية باتت تحت السيطرة الأوكرانية.
في 12 من شهر مايو، قدر معهد الدراسات الحربية أن القوات الأوكرانية قد باتت تسيطر على جزيرة تولوكا وخليج زبوريفسكي كوت عند ثغر دلتا النهر. إضافة إلى ذلك، أشار معهد الدراسات الحربية إلى نشاط كبير في مقاومة الاحتلال في هولا بريستان وأوليشكي ضد الإدارة الروسية هناك.

### تدمير سد كاخوفكا والهجوم الأوكراني المضاد في عام 2023
في 6 من شهر يونيو من عام 2023، دمر سد كاخوفكا في مدينة نوفا كاخوفكا بصورة متعمدة مع خضوعه للسيطرة الروسية منذ شهر مارس من عام 2022. قدر خبراء إنه من المرجح أن تكون القوات الروسية قد فجرت السد. اتهمت أوكرانيا روسيا بتدمير السد في محاولة لإعاقة الهجوم الأوكراني المضاد في عام 2023، في حين نفت روسيا مسؤوليتها عن ذلك، وقدمت تقارير متضاربة وأنحت باللائمة على أوكرانيا.
غمرت أوستريف فيليكي بوتومكين بصورة جزئية بمياه نهر دنيبرو، الأمر الذي خلق حاجة إلى انسحاب القوات العسكرية من كلا الطرفين، لينتهي القتال بصورة مؤقتة في أوستريف فيليكي بوتومكين.
ونظرًا إلى دمار السد، ارتفع منسوب المياه عند نهر دنيبرو الأسفل بنحو 5.31 متر، وغمرت بصورة تامة الجزء المستنقعية في الدلتا وأيضًا كامل هولا بريستان ومعظم أوليشكي.